# Volunteer
Volunteer è il quinto album in studio del gruppo musicale britannico Sham 69, pubblicato nel 1988.

## Tracce
1. Outside the Warehouse - 4:13
2. Wicked Tease - 2:49
3. Wallpaper - 3:48
4. Mr. Know It All - 3:05
5. As Black as Sheep - 3:49
6. How the West Was Won - 3:32
7. That Was the Day - 3:41
8. Rip and Tear - 3:13
9. Bastard Club - 4:53
10. Volunteer - 3:19

## Formazione
- Jimmy Pursey – voce
- Dave Guy Parsons – chitarra
- Andy Prince – basso
- Ian Whitehead – batteria
- Linda Paganelli – sassofono
- Tony Hardie-Bick – tastiera